# 伊万里トンテントン祭り

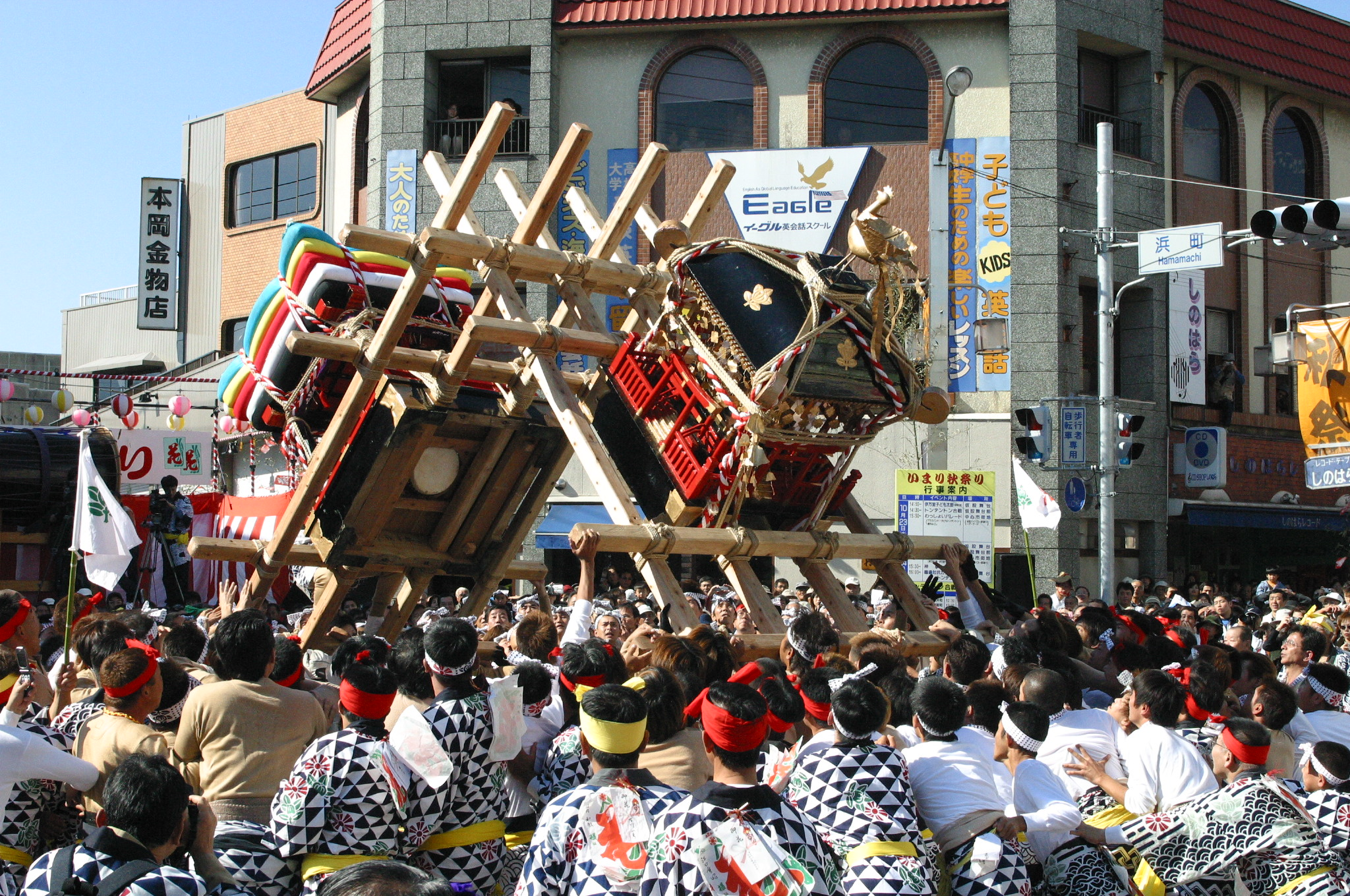

伊万里トンテントン祭り（いまりトンテントンまつり）は、佐賀県伊万里市で毎年10月19日の神殿祭後の週末の3日間行われる祭で、神輿（みこし）と団車（だんじり）が市内各所で激しくぶつかり合う勇壮さが特徴の祭である。伊万里くんちとも言う。日本三大喧嘩祭りの一つである。

## 発祥
五穀豊穣を祈願する香橘神社（こうきつじんじゃ）と漁を祈願する戸渡嶋神社（ととしまじんじゃ）の祭礼争いが発端とする説が広まっている。1829年（文政12年）に有田皿山代官が領内の祭礼日を統一する御触を出したため、近接する両神社の氏子の間で巡行の順序や担ぎ手の取り合いなどの揉め事が発生し、やがてルールに基づいた喧嘩祭りへと発展したとするものである。一方で、1895年（明治28年）に日清戦争戦勝記念の祭りとして発生したとする説もあるが、文献が残っていないために明らかになっていない。
1962年（昭和37年）に戸渡嶋神社と香橘神社が合祀して伊萬里神社（いまりじんじゃ）としたことを機に、合戦のルール、担ぎ手の役割分担、参加者の禁酒など制度を刷新した。
1988年（昭和63年）は昭和天皇の危篤に際しくんちそのものを中止した。
2006年（平成18年）に、男子高校生（当時17歳）が団車の下敷きになり死亡する事故が起きた。トンテントン祭りでは「当番町以外からの飛び入り参加」を禁止しており、上記のように1962年（昭和37年）から「参加者の飲酒」も禁止していた。また、当番町の担ぎ手は保険に加入していた。しかし、死亡した男子高校生は酒に酔った状態であり、当番町の担ぎ手でもなかった。
この事故に伴いトンテントン祭りの中止について論争されたが、結局翌2007年（平成19年）は合戦を中止し、2008年（平成20年）以降は荒神輿などの市街地巡行のみを実施した。安全策を講じて再開する動きもあったが、死亡者の遺族が損害賠償を求める姿勢を見せたため、合戦の存続を問う住民アンケートを実施した。その結果、2010年（平成22年）2月に合戦の廃止を正式に決定し巡行のみを行うことになった。しかし、合戦を中止してからは、祭りの呼び物がなくなったために、観光客はそれまでの約15万人から3万人にまで激減した。その間、摸擬合戦を行ったり、40年ぶりに神輿行幸を復活させたりしているが客足は一向に戻らなかった。それゆえ次第に、地域衰退を危惧した市民らの、合戦の再開を望む声が高まり、また県内外から10000人近い署名も集まった。このような動きを受け、2013年（平成25年）より安全性をより確保した上で、合戦（2013年は倒さずに引き太鼓で納める摸擬合戦のみ、2014年（平成26年）より安全性を確保した上で、初めから倒す方向を決めた上で行う奉納合戦も再開）と川落とし（夜から夕方に変更）が再開されることになった。
2020年（令和2年）は新型コロナウイルスの感染防止のため、2基の神輿が組み合う「合戦」を行わないことを決めた。「合戦時は少なくとも80人が密集することになり、万全な対策を講じることは難しいと判断した」と話した。神事と神輿巡行の一部は実施する方向で協議を進める。
なお、伊万里トンテントンはその祭りの性質ゆえけが人が絶えなかった過去があり、そのたび、けが人を減らす試みが行われてきている。具体的には、1958年には振る舞い酒の禁止、1961年には合戦場所を縮小、1962年には神輿の大きさを従来の半分にしている。

## 香橘神社と戸渡嶋神社
香橘神社は豊穣を祈願する。楠木正成の祖とされる橘諸兄を主神とする。祭りの当日は和魂を祀る「白神輿」と荒魂を祭る「荒神輿」を出す。合戦に参加するのは荒神輿で、白神輿は巡行の先頭を行く（白神輿、赤神輿、荒神輿、団車の順で巡行を行う）。
戸渡嶋神社は豊漁を祈願する。玄界灘で遭難した足利尊氏の船を暴風から救った神とされる。祭りの当日は和魂を祀る「赤神輿」と荒魂を祭る「団車」を出す。合戦には団車が参加する。
両神社はそれぞれ楠木正成と足利尊氏に縁があることから、トンテントン祭りは南北朝時代の争乱を模している。荒神輿の掛け声「チョーサンヤ」とは「朝廷に参じる」の意味がある。合戦も官軍の荒神輿が挑発し、朝敵の団車が挑むという、荒神輿が主導するしきたりになっている。

## 巡幸
10月22日夕刻に伊萬里神社を出発する。荒神輿と団車を先頭に、1 - 2時間遅れて白神輿が巡行する。23日以降は「伊万里秋祭り」も併せて実施されるため、23日は「わっしょいパレード」に参加する幼稚園児・小学生、24日は「いまり総踊り」に参加する社会人の隊列が先導する。巡行ルートはその年の出番町により頻繁に改定されており、ルートと合戦場は毎年確認を要する。
荒神輿が先導し、団車が追う。荒神輿は「チョーサンヤ」、団車は「アラヨーイトナ」の掛け声で進む。伊万里市内を回り、喧嘩祭りは24日夕方の「川落とし」で最高潮を迎え、夜に伊萬里神社へ帰って終了する。

## 合戦
本節では2006年（平成18年）まで行われていた合戦について記載する。
合戦は、初日に2回、2日目以降はおおむね5回行われる。荒神輿は合戦場に着くと反転し、団車の到着を待つ。
荒神輿は「キーワエンカ」（来れんのかの意）と団車を挑発する。団車は「まだまだ」と焦らす。睨み合いの間に観客から「煽れ煽れ」の掛け声が起きることもある。機を見て喧嘩大将が旗を揚げ、合戦に入る。
団車が仕掛け太鼓を打つ。この早打ち三連打が「トンテントン」の名の由来である。双方「構えろ」の合図で前進し、組み合う。前棒を組み合い、前傾した状態になったら競り太鼓が打たれ押し合いとなる。相手方を倒したり、相手方に乗り上げたりした方が勝利。
合戦直後、笛が吹かれた場合、担ぎ手は荒神輿・団車から離れ、この間に下敷きや振り落とされた担ぎ手の負傷者の治療や救護を行う。しかし、現場にて手に負えない場合に備え、市内の救急車が総動員され、各合戦場に待機している場合がある。救急車に乗せられた救護者はけがの程度に関係なく救急車で病院に搬送され、拍手で送られる。もちろん軽傷の担ぎ手は、治療後に合戦に復帰する。
相打ちの場合は再び合戦が始まる。荒神輿が勝った場合はすぐに次の合戦場に向かうが、団車が追い太鼓を打って再試合を挑むこともある。それを受けるかどうかは荒神輿の喧嘩大将の采配しだいである。

## 川落とし
10月24日夕方に伊万里川の岸辺で行う最後の合戦。組み合って双方とも伊万里川に落とし、総出で引き上げる。荒神輿が先に引き上げれば、翌年は豊穣。団車が先に引き上げれば、翌年は豊漁。